# 敵意建築

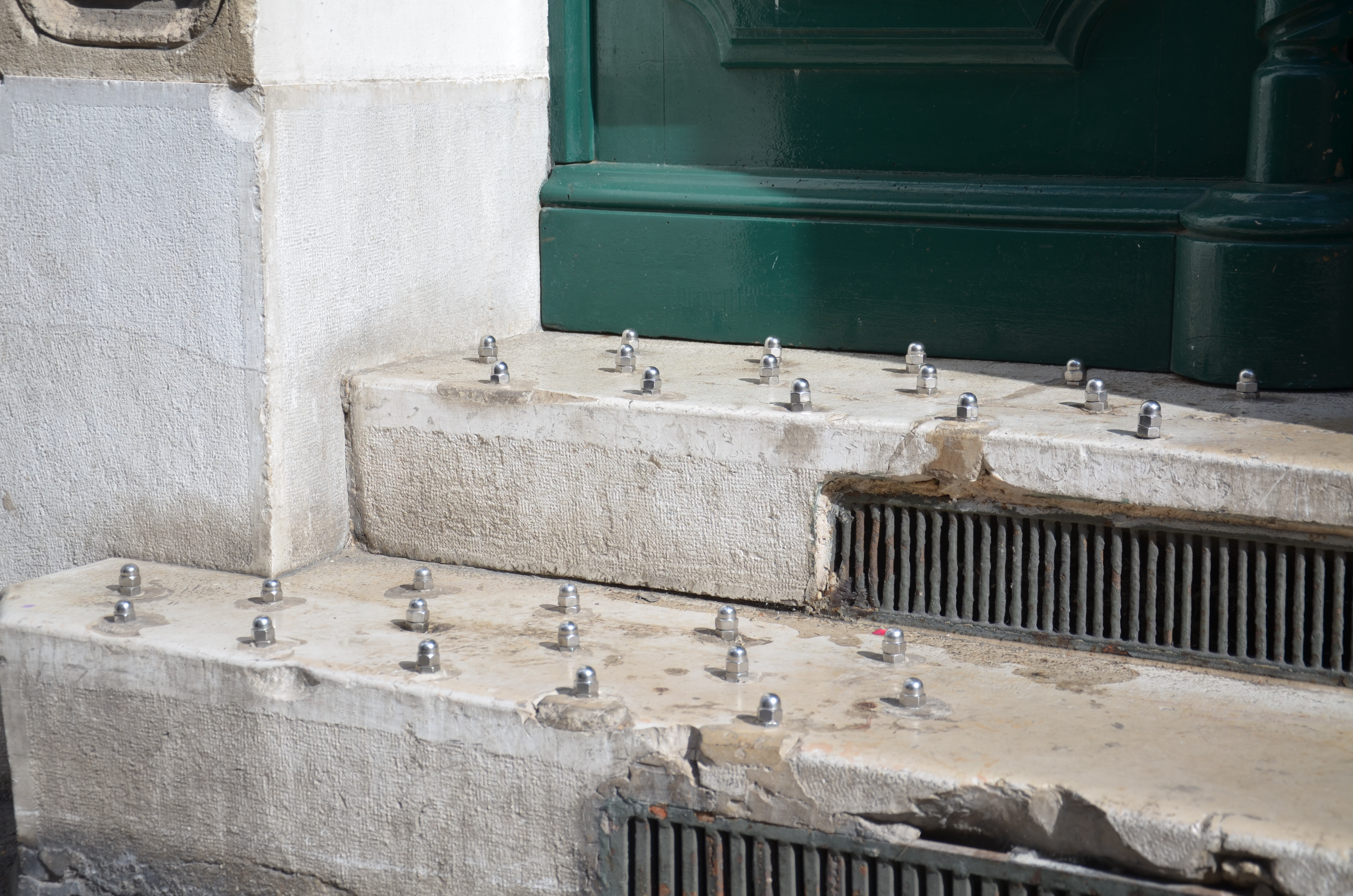
法國一建築物的前台階上安裝了螺栓，以防止坐臥

敵意建築（英語：hostile architecture）是在建築環境中故意用一些設計要素來引導或限制某些行為，例如阻止人們躺下或坐下、玩滑板、乱丟垃圾、遊蕩和隨地小便。受影響的大多是時常使用或依賴公共空間的人，例如年輕人、窮人、和露宿者。
最典型的敵意建築即「反遊民尖刺」（anti-homeless spikes）——嵌在平坦表面上的螺柱等結構會使之變得粗糙，無法在上面睡覺。其他措施还包括傾斜的窗台，以阻止人們坐下；帶扶手的長椅，以阻止人們躺臥；以及用灑水器間歇性灑水，但實際上並沒有任何東西需要澆灌。批評者認為，該措施會加劇社會分裂，並給所有公眾，尤其是長者、殘疾人和兒童帶來麻煩。

## 背景

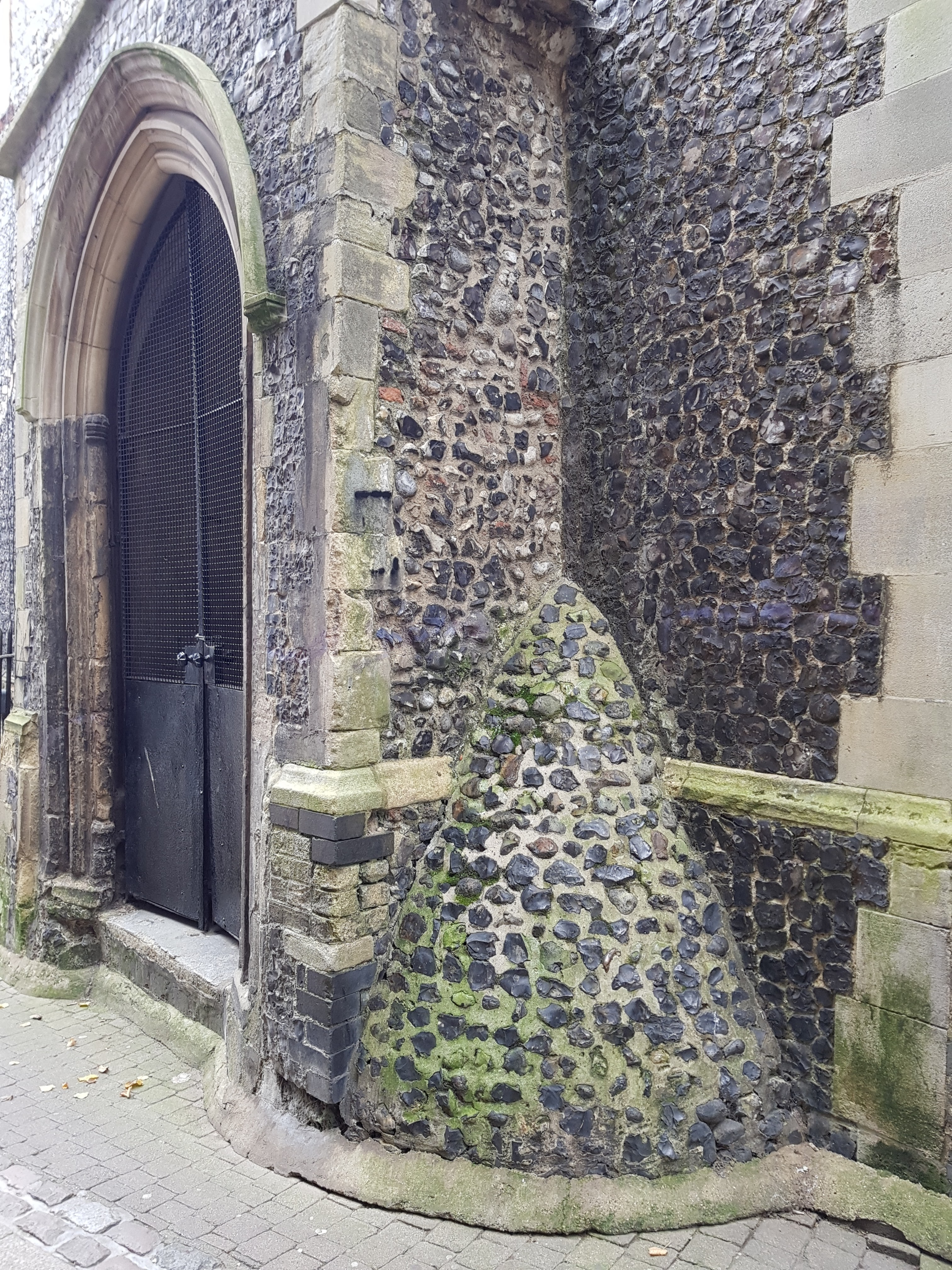
英格蘭諾里奇一座中世紀教堂一角的火石錐 ，用於防止男子在此小便

儘管「敵意建築」一詞是最近才出現的，但使用土木工程来實現社会工程歷史由來已久：其前身包括19世紀的「導尿板」（urine deflectors）。而它的現代形式源於「通过环境设计预防犯罪（CPTED）」設計理念，該理念旨在透過三種策略預防犯罪或保護財產：自然監視、自然訪問控制和領域強化。
敵意建築的批評者認為，這干涉了不符社會主流的正常活動，造成公共空間的商業化或不再為公眾服務，並加劇社會分化。社會學家羅伯特·帕克（Robert Park）寫道：「在創造我們自己的城市時，人們可能會想知道，是什麼樣的集體自我觀念讓一座城市佈滿金屬尖刺，被藍光照亮，高頻聲音嗡嗡作響——設計造就了偏執、焦慮和敵意。」城市设计师马尔科姆·麦凯（Malcolm MacKay）说，防禦性建築原本是用来对付外敵，而當今這種對立卻向內轉移。

## 手法
敵意建築的例子有：

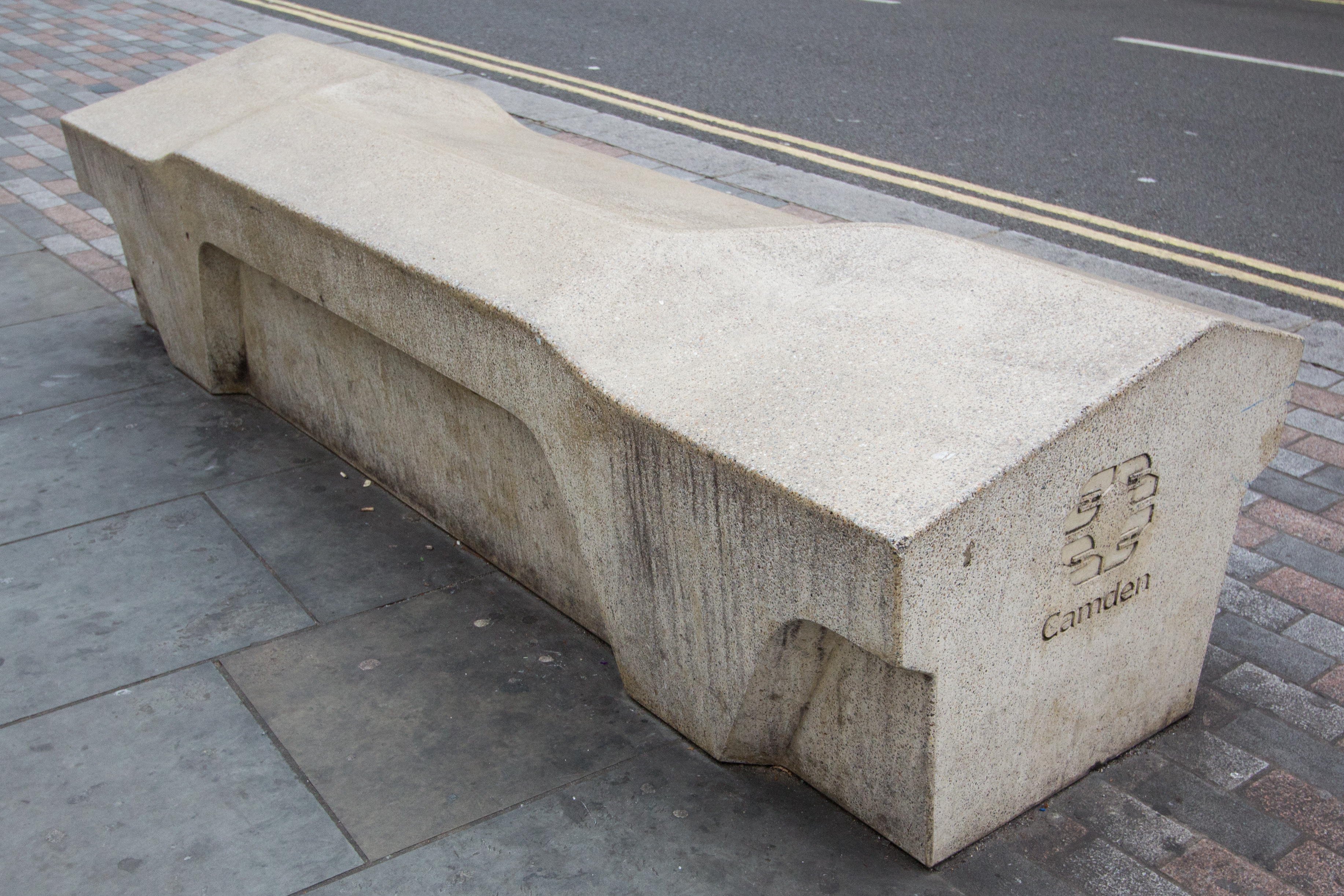
倫敦使用的「卡姆登長凳」旨在防止在此睡覺、乱扔垃圾、溜滑板、交易毒品、塗鴉和盜竊

- 西雅圖交通局安装單車架，以防止露宿者者露營。[14]
- 宾夕法尼亚州新肯辛顿的一个加油站的廁所安装了藍色照明燈，使吸毒者難以找到自己的靜脈。[15][16]
- 倫敦的Curtain Road上的防露宿者尖刺，用於防止露宿者在此睡覺。 [17]
- 中國广州市、深圳市曾於2012年被曝光在一些高架橋下立水泥錐。廣州市建委回應稱水泥錐建於十多年前，當時的目的確實是為防流浪漢。[18]

與1970年代廣泛實行的防御空间準則相一致，截至2004年，CPTED的大多數實施僅基於這一理論：正確設計和有效利用建成环境可以減少犯罪、減少對犯罪的恐懼並改善生活質量。 CPTED的建成環境實施方案試圖控制發生或產生犯罪行為的建成環境，藉此阻止犯罪者實施犯罪。根據Moffat，其六个主要概念是領域性、監視、訪問控制、印象/維護、活動支持和目標加固。試圖在任何社區——無論是否存在犯罪——預防犯罪時，應用所有這些策略是關鍵。 

## 創意回應
2003年，斯特凡·阿吉萊特（Stéphane Argillet）和吉勒斯·帕特（Gilles Paté）拍攝了《Rest of the Fakir》，展示了他們在巴黎的一些敵意設計的例子中休息的嘗試過程。
2005年，美國藝術家莎拉·羅斯（Sarah Ross）在她的《Tempting Resistance》系列中記錄了整個洛杉矶的敵意設計實例。她2006年的後續作品《Archisuits》創造了能在敵意設計的消極空間中睡覺的服裝。
2018年，英國藝術家斯圖爾特·森普爾（Stuart Semple）發起了一場社交媒體公眾意識運動，鼓勵公眾在他們環境中的敵意設計實例上貼識別標籤。

## 照片集

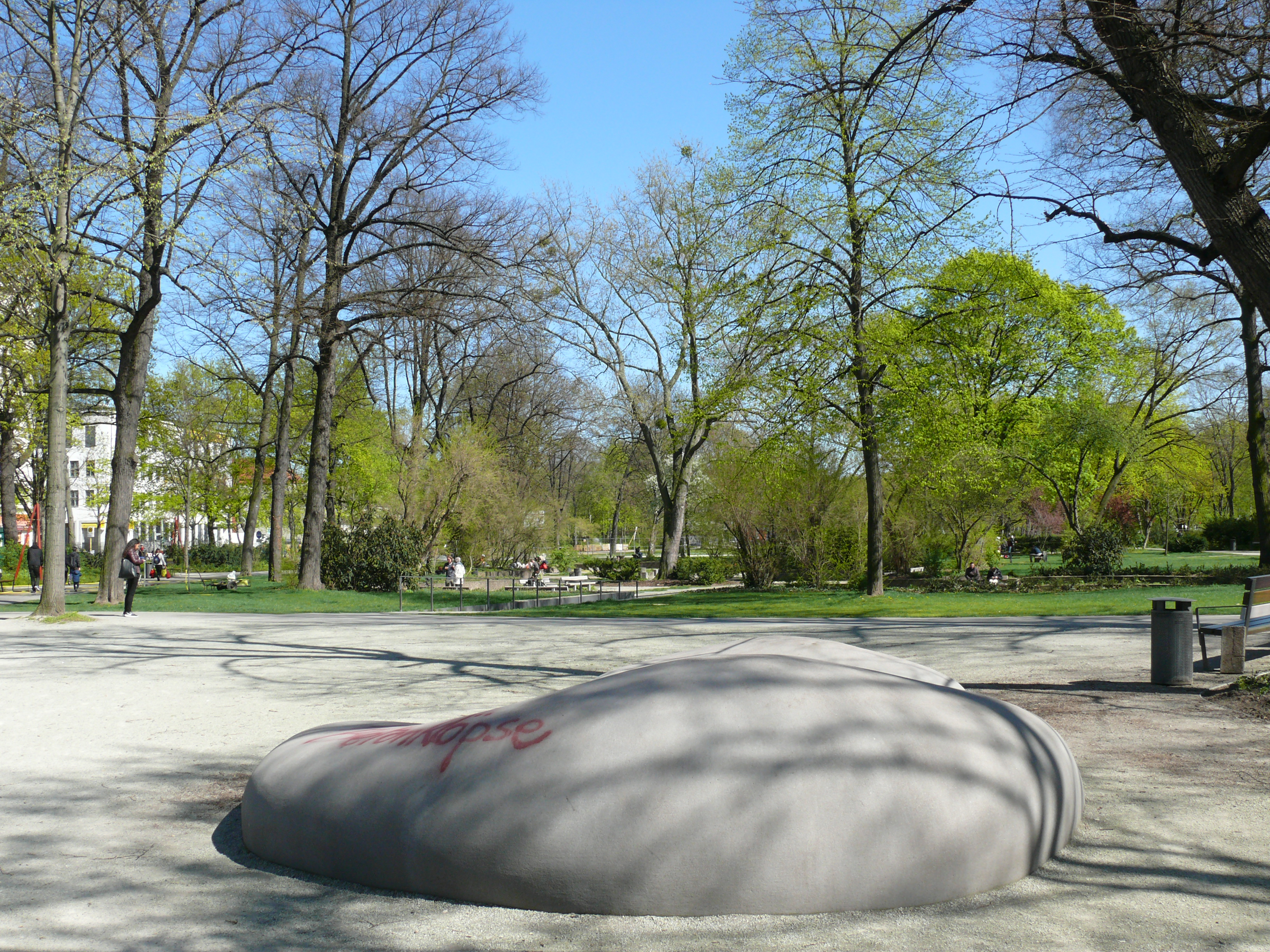
德国柏林的小蒂尔加滕公园中，“Sitzkiesel”（“座椅卵石”）取代了原來的長凳
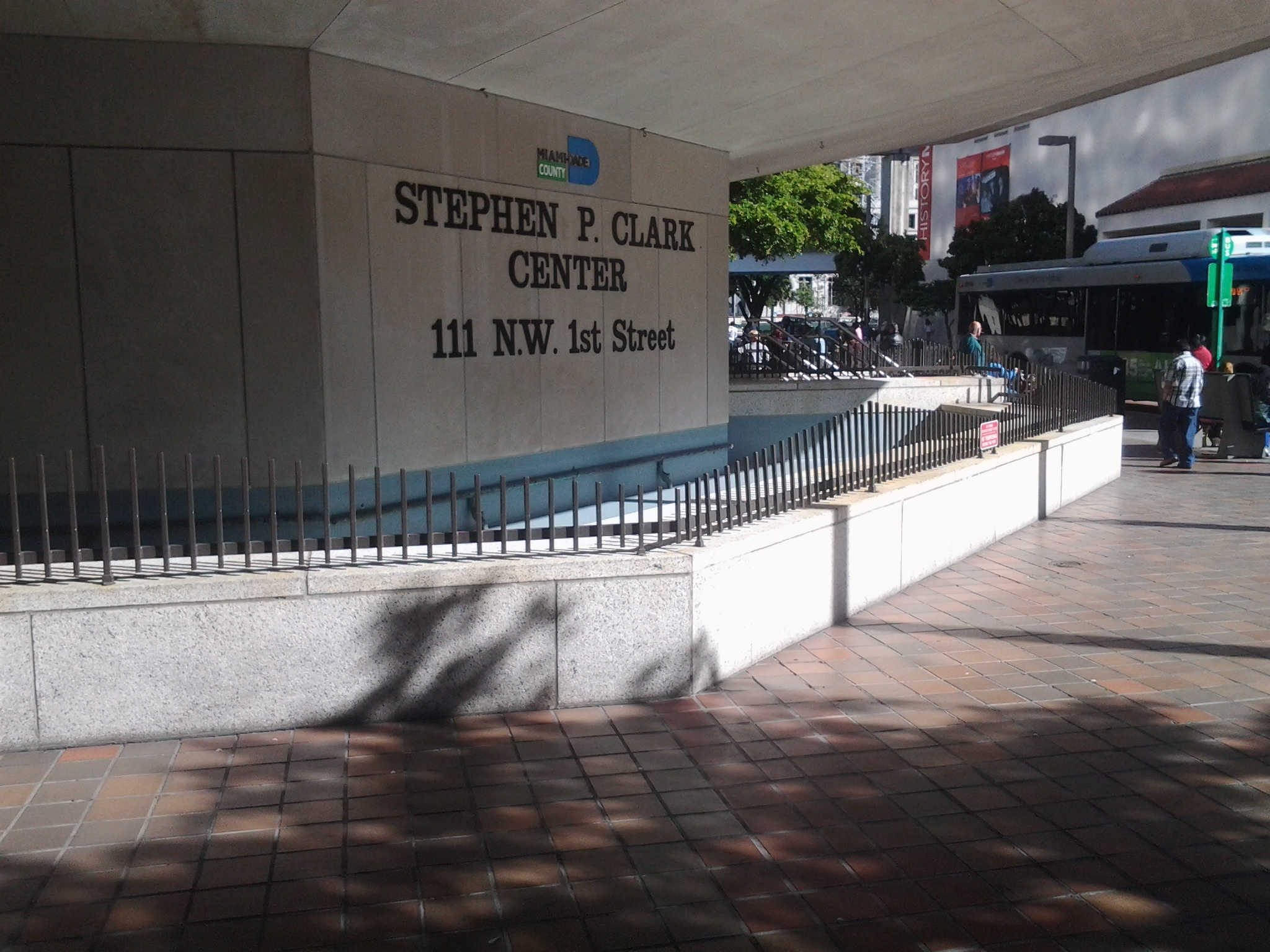
2011年，迈阿密市區運輸中心的政府中心噴泉周圍加了尖刺
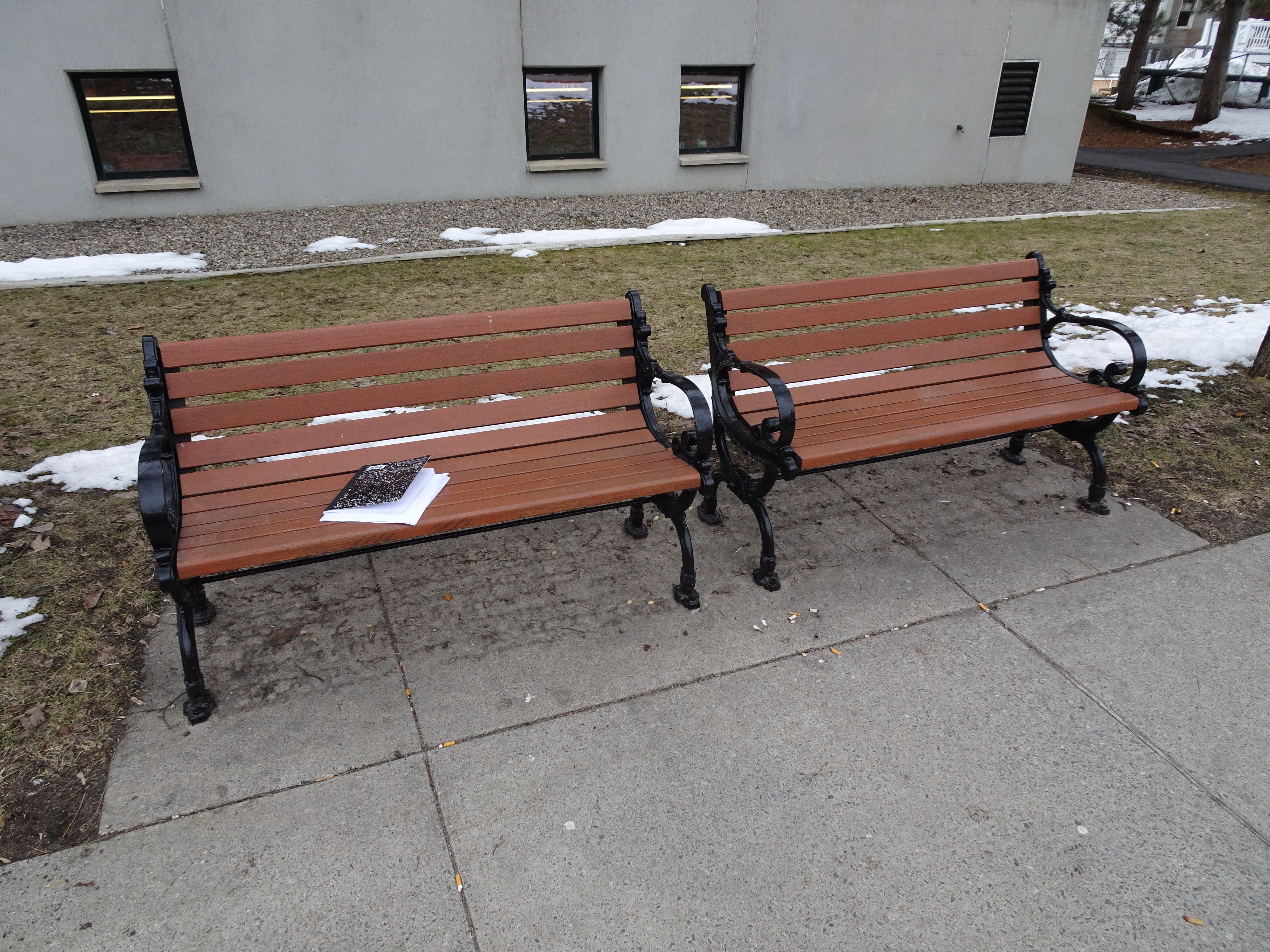
使用两个較短的長椅代替一個較長的長椅
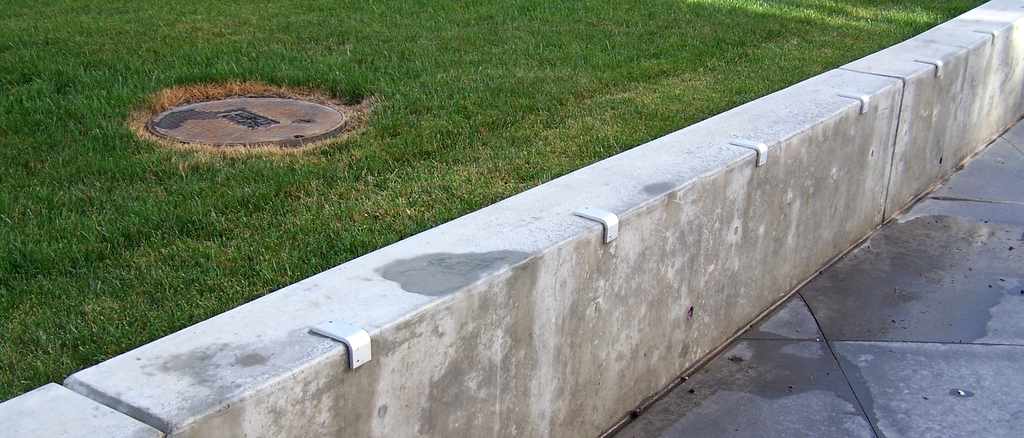
防止溜滑板者在邊緣上滑溜的結構

## 外部連結
- Cara Chellew, Bars, barriers and ghost amenities: Defensive urban design in Toronto （页面存档备份，存于） Torontoist.
- Lloyd Alter, Hostile design doesn't work for any age group （页面存档备份，存于） Mother Nature Network.
- Cara Chellew, Defensive Inequalities （页面存档备份，存于） Spacing Magazine.
- . Popsci. Popsci.   [16 August 2017]. （原始内容存档于2021-01-18）.
- HostileDesign.org （页面存档备份，存于）, Project homepage of Stuart Semple sticker campaign.